# Vazzano
Vazzano község (comune) Olaszország Calabria régiójában, Vibo Valentia megyében.

## Fekvése
A megye keleti részén fekszik. Határai: Filogaso, Pizzoni, Sant’Onofrio, Simbario, Stefanaconi és Vallelonga.

## Története
A hagyományok szerint a római Subsicinum malária elől menekülő lakosai alapították. Neve először a 14. században jelenik meg Varano formában. Korabeli épületeinek nagy része az 1783-as calabriai földrengésben elpusztult. A 19. század elején vált önálló községgé, amikor a Nápolyi Királyságban felszámolták a feudalizmust.

## Népessége
A népesség számának alakulása:

## Főbb látnivalói
- Palazzo Fuscà-Luciana
- San Nicola-templom
- SS. Rosario-templom